# Österrikiska ishockeyligan 2006/2007
Österrikiska ishockeyligan 2006/2007, även känd som EBEL 2006/200, var den högsta divisionen för ishockey i Österrike för säsongen 2006/2007. Totalt 10 lag deltog, varav sju från Österrike och ett från Slovenien. Detta var den första gången som EBEL spelades med lag från andra länder än Österrike. De åtta lagen spelade totalt 56 omgångar vardera i grundserien, varefter de fyra främsta gick vidare till slutspel. Efter säsongens slut stod EC Red Bull Salzburg som både österrikiska mästare och EBEL-mästare för säsongen 2006/2007 efter att ha besegrat EC VSV i finalen med 4-1 i matcher.

## Grundserien
|    | EBEL                 | SM | V  | F  | ÖTF | GM  | IM  | MS  | P  |
| -- | -------------------- | -- | -- | -- | --- | --- | --- | --- | -- |
| 1. | EC Red Bull Salzburg | 56 | 40 | 10 | 6   | 111 | 91  | +20 | 64 |
| 2. | EC VSV               | 56 | 34 | 22 | 8   | 205 | 161 | +34 | 56 |
| 3. | EHC Linz             | 56 | 31 | 22 | 3   | 196 | 167 | +29 | 51 |
| 4. | Vienna Capitals      | 56 | 29 | 22 | 5   | 214 | 205 | +9  | 48 |
|    |                      |    |    |    |     |     |     |     |    |
| 5. | HK Jesenice          | 56 | 29 | 22 | 5   | 194 | 192 | +2  | 48 |
| 6. | HC Innsbruck         | 56 | 28 | 26 | 2   | 188 | 221 | –33 | 43 |
| 7. | EC KAC               | 56 | 22 | 31 | 3   | 173 | 208 | –35 | 35 |
| 8. | Graz 99ers           | 56 | 11 | 38 | 7   | 163 | 254 | –91 | 19 |

## Slutspel

### Semifinal
- 'EC Red Bull Salzburg – Vienna Capitals 3–0 i matcher
- EC VSV – EHC Linz 3–0 i matcher

### Final
- EC Red Bull Salzburg – EC VSV 4–1 i matcher

## Källa
Den här artikeln är helt eller delvis baserad på material från tyskspråkiga Wikipedia.